# Попова, Мария Георгиевна
Мари́я Гео́ргиевна Попо́ва (21 декабря 1928 — 8 ноября 2021) — крановщица Находкинского торгового порта, Приморский край. Герой Социалистического Труда (1960).

## Биография
Мария Георгиевна Попова родилась 21 декабря 1928 года в Амурской области в крестьянской семье. В 1930-е годы семья переехала в село Владимиро-Александровское, административный центр Партизанского района Приморского края. По окончании школы в 1943 году Мария Попова была направлена по комсомольской путевке в ремесленное училище во Владивосток, а в апреле 1945 года по распределению поступила на работу слесарем-инструментальщиком в шахтах города Сучана Приморского края.
В 1946 году Попова переехала в Находку к обосновавшимся там родителям. Работала разнорабочей, официанткой, уборщицей в управлении Морского торгового порта. В 1948 году пошла работать на кране в торговый порт, который в то время только строился. Краны ещё монтировались, и для работы на них набирались бригады. После освоения техники Попова стала одной из первых женщин-крановщиц в стране. В совершенстве овладев профессией крановщика, Попова работала на всех системах электропортальных кранов, имевшихся в порту, а её бригада первой в Находке получила звание коллектива коммунистического труда. Мария Попова была выдвинута на общественную работу и в 1959 году вступила в КПСС.
Указом Президиума Верховного Совета СССР от 7 марта 1960 года в ознаменование 50-летия Международного женского дня, за выдающиеся достижения в труде и особо плодотворную общественную деятельность Поповой Марии Георгиевне было присвоено звание Героя Социалистического Труда с вручением ордена Ленина и золотой медали «Серп и Молот».
Попова проработала крановщицей почти 40 лет, до 1987 года. Одновременно участвовала в общественной работе. Избиралась делегатом XXII—XXVI съездов КПСС. Кандидат в члены ЦК КПСС (1966—1971). Член ЦК КПСС (1971—1986). Была членом Приморского крайкома КПСС.
Скончалась 8 ноября 2021 года.

## Награды и звания
- Герой Социалистического Труда (1960)
- орден Ленина (1960)
- два ордена Трудового Красного Знамени (1966, 1976)
- орден «Знак Почёта» (1971)
- медали
- Почётный гражданин города Находки (1997)